# Ilham Tohti
Ilham Tohti (ouïghour : ئىلھام توختى, ÉOuL : Ilham Toxti, ÉOuN : Ilⱨam Tohti; chinois simplifié : 伊力哈木•土赫提; ; pinyin : Yīlìhāmù•Tǔhètí), né le 25 octobre 1969 à Artux au Xinjiang, est un économiste ouïghour chinois.
La justice chinoise le condamne à la prison à vie en 2014 pour subversion. Ses proches sont sans nouvelle de lui depuis 2017. Toujours emprisonné, il reçoit de nombreuses distinctions, dont en décembre 2019 le prix Sakharov du Parlement européen.

## Biographie
Ilham Tohti enseigne le droit constitutionnel et le commerce international à l'université centrale des minorités de Pékin. Ses étudiants sont des Ouïghours, mais aussi des Hans, Mongols ou Tibétains. Il est célèbre pour ses conférences « libres » où il n'hésite pas à aborder des sujets difficiles comme le bilinguisme au Xinjiang, le contrôle de la presse et du Net. Cet enseignement lui vaut une surveillance permanente.
Son blog Uyghur Online lui permet de proposer des solutions auprès des cadres politiques et économiques chinois pour améliorer la situation au Xinjiang.

### Mise au secret en 2009
Il a été arrêté à Pékin en juillet 2009 par les autorités chinoises en raison de sa critique de la politique du gouvernement chinois envers les Ouïghours dans la région autonome ouïghoure du Xinjiang. La détention de Tohti s'est produite quelques jours après les émeutes au Xinjiang en juillet 2009.
En juillet 2009, Wang Lixiong et sa femme Tsering Woeser ont lancé une pétition afin de demander la libération de l'universitaire Ilham Tohti. La pétition souligne qu’Ilham Tohti revendique des relations amicales entre nationalités. Son blog a été conçu comme un espace d'échange, Ilham Tohti ne saurait être tenu pour responsable des propos tenus par des participants au forum du blog. Le 14 juillet, 250 personnes avaient signé cette pétition.
Hou Hanmin le porte-parole du Bureau d'information de la région autonome du Xinjiang et relayé par l’agence de presse étatique Xinhua affirme qu’Ilham Tohti est « parti en vacances ». Le journal Mandarin news a essayé sans succès d'entrer en contact avec le blogueur.
Concernant cette affaire, l'organisation non gouvernementale internationale Reporters sans frontières indique le 7 août 2009 que « les dirigeants du Xinjiang ont déclaré à la télévision nationale que les sites Uyghur Online et Diyarim.com étaient deux canaux à travers lesquels les manifestations étaient organisées. Plus d’une cinquantaine de forums Internet et de plateformes de discussions ont été fermés, dont Uyghur Online, ainsi que de nombreux réseaux sociaux (Facebook, Twitter, YouTube, MSN messenger). Pour Reporters sans frontières, cette censure partielle d’Internet traduit la volonté des autorités d’empêcher les mobilisations de Ouïghours et la publication d’informations alternatives à la propagande du gouvernement ».
Le 25 août 2009, Ilham Tohti a été libéré. Il indique avoir été assigné à résidence dans un hôtel proche de Pékin, puis dans son logement. Il dit ne pas avoir subi de mauvais traitements.

### Arrestation et condamnation en 2014
Lors d'une opération musclée, près de 30 policiers de Pékin et du Xinjiang l'ont arrêté à nouveau le 15 janvier 2014, et ont saisi quatre ordinateurs, des téléphones portables et des mémoires de ses étudiants. Un porte-parole du ministère des affaires étrangères a déclaré que Tohti était soupçonné d'avoir commis des délits et enfreint la loi,. Il avait exprimé sur son site web sa crainte d'une recrudescence des pressions exercées contre les Ouïghours à la suite d'un attentat, attribué aux séparatistes, où une voiture fonça dans la foule sur la place Tian'anmen à Pékin, tuant cinq personnes.

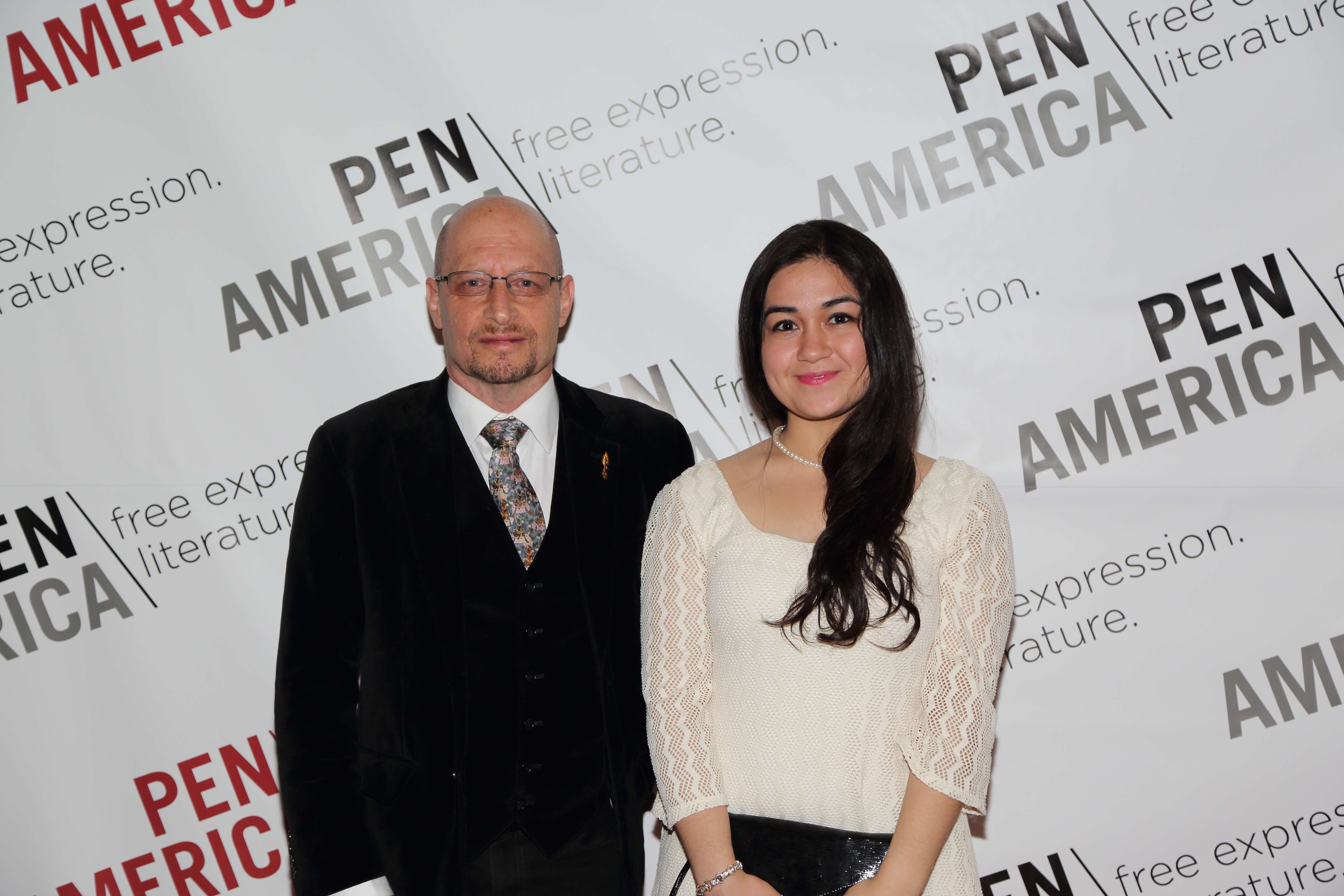
La fille d'Ilham Tohti, Jewher Ilham, avec Elliot Sperling au Lederman / PEN American Center, mai 2014.

Accusé d’un « crime » qui peut être puni de la peine de mort ou de la prison à perpétuité, Ilham Tohti est jugé en septembre 2014 devant un tribunal du Xinjiang pour « séparatisme ». Selon son avocat, il n'a fait qu'« exprimer ses opinions en tant qu'universitaire ». Les observateurs étrangers n'ont pas pu accéder au tribunal d'Urumqi. L'ONG Human Rights Watch évoque une « mascarade de justice » qui « confortera le sentiment de discrimination à l'encontre des Ouïghours ». Amnesty International dénonce les pressions qui ont contraint l'un de ses avocats à renoncer à le défendre, et le fait que ses avocats n'ont pas eu accès à toutes les pièces du dossier. Il leur a aussi été interdit pendant six mois de voir leur client. Le représentant de l’Union européenne à Pékin a déclaré que « lham Tohti exerçait ses activités dans le respect de la loi chinoise, et il doit être libéré ».
Au terme d'un procès de deux jours, Ilham Tohti est condamné à la réclusion à perpétuité, accusé notamment d'avoir écrit des messages favorables à l'indépendance du Xinjiang sur son site web. La BBC remarque que le verdict est surprenant : membre du Parti communiste chinois, Ilham Tohti avait toujours insisté, dans ses écrits universitaires ainsi que sur son site web, que le Xinjiang devait rester chinois, et avait fermement dénoncé la violence de certains séparatistes ouïghours. Le professeur Elliot Sperling qualifie le procès d'inéquitable. Pour Pierre Haski, sa condamnation relève de l’élimination des voix modérées parmi les Ouïghours.
En juillet 2015, l'avocate Wang Yu, qui est intervenue pour défendre Tohti, est arrêtée et accusée de « subversion contre l'État », passible d'une peine de prison à vie.
Le 15 janvier 2016, quatre cents universitaires, de toutes nationalités, ont demandé à Xi Jinping, le président chinois, de libérer Ilham Tohti.
Sa fille, Jewher Tohti, indique que la dernière fois où sa famille a pu voir son père en prison c’est en 2017, c’est l’époque où les camps d'internement du Xinjiang sont mis en place. Depuis elle ne sait pas où il est ou s'il est encore vivant. La sinologue Marie Holzman indique : « Rien ne filtre, on ne sait rien. Les frères d’Ilham Tohti, au Xinjiang, sont sans aucun doute soumis à une pression intense pour ne rien dire, sous peine de ne plus le voir. C’est une stratégie volontaire des autorités : faire comme s’il n’existait pas ». Le Parlement européen lui remet en décembre 2019 le prix Sakharov. Toujours emprisonné, c’est sa fille Jewher Tohti qui reçoit le prix en son nom. En décembre 2020, l'Union européenne demande à la Chine la libération immédiate de Ilham Tohti .

## Distinctions
- 2014 : PEN/Barbara Goldsmith Freedom to Write Award (prix pour la liberté d’écrire)[1].
- 2016 : Prix Martin Ennals[23]
- 2017 : Prix des droits de l'homme de la Ville de Weimar
- 2019 : Prix Václav-Havel[24]
- 2019 : Prix Sakharov[25]
- 2022 : Prix Academic Honoris Causa de Carta Academica[26]